# Ruta Nacional 121 (Argentina)
La Ruta Nacional 121 es una carretera argentina, que se encuentra al este de la provincia de Corrientes. En su recorrido de 8,3 km asfaltados une el "km 683" de la Ruta Nacional 14, cerca de la ciudad de Santo Tomé y el Puente de la Integración de 1403 m sobre el río Uruguay que conduce a la ciudad brasileña de São Borja.
Esta carretera fue construida por el consorcio de empresas Mercovia 
junto con el puente antes mencionado en el año 1997 y posee la concesión por 25 años.